# 2008-as afrikai nemzetek kupája
A 2008-as afrikai nemzetek kupája az afrikai (CAF) labdarúgó-válogatottak 26-ik kontinensbajnoksága volt. A rendezés jogát Ghána kapta meg. Csak úgy, mint 2004-ben és 2006-ban, tizenhat csapat alkotta a mezőnyt, négy négyes csoportba osztva.
A torna rendezési jogáért Ghána, Líbia és a Dél-afrikai Köztársaság szállt harcba, azonban a 2010-es labdarúgó-világbajnokság megrendezésére felkért Dél-afrika hamarosan visszalépett, így már csak két ország közül kellett az Afrikai Labdarúgó-szövetség Végrehajtó-bizottsági tagjainak választania. A döntést a CAF-székházában, Kairóban hozták meg, ahol Ghánát döntő fölénnyel, 9:3-as szavazati aránnyal választották meg a 2008-as afrikai nemzetek kupája rendező országának.
A verseny 2008. január 20. és február 10. között zajlott le. A torna győztese, Egyiptom képviselheti Afrikát a 2009-es konföderációs kupán.

## Rendező városok és helyszínek
| Accra Tamale Kumasi Sekondi-Takoradi | \| Városok \| Helyszínek \| Befogadóképesség \| \| ---------------- \| ------------------------ \| ---------------- \| \| Accra \| Ohene Djan Stadion \| 44 000 \| \| Kumasi \| Baba Yara Stadion \| 40,528 \| \| Tamale \| Tamale Stadion \| 21,077 \| \| Sekondi-Takoradi \| Sekondi-Takoradi Stadion \| 20 000 \| |                  |
| Városok                              | Helyszínek | Befogadóképesség |
| Accra                                | Ohene Djan Stadion | 44 000           |
| Kumasi                               | Baba Yara Stadion | 40,528           |
| Tamale                               | Tamale Stadion | 21,077           |
| Sekondi-Takoradi                     | Sekondi-Takoradi Stadion | 20 000           |

## Selejtezők
A jelentkező nemzeti labdarúgó-válogatottakat 12 csoportba osztották. Minden csoport győztese, illetve a négytagú csoportok legjobb három második helyezett csapata kvalifikálta magát a kontinensviadalra. Ghána, mint rendező ország a torna automatikus résztvevője.
A selejtező mérkőzéseket 2006. szeptember 2. és 2007. október 13. között rendezték.

## Részt vevő csapatok
|  | A 16 részt vevő nemzeti labdarúgó-válogatott: - Ghána: házigazda, 16. részvétel (4 bajnoki cím) - Angola: 6. csoport győztese, 4. részvétel - Benin: 9. csoport második helyezettje, 2. részvétel - Dél-afrikai Köztársaság: 11. csoport második helyezettje, 7. részvétel (1 bajnoki cím) - Egyiptom: 2. csoport győztese, 21. részvétel (5 bajnoki cím) - Elefántcsontpart: 1. csoport győztese, 17. részvétel (1 bajnoki cím) - Guinea: 8. csoport győztese, 9. részvétel - Kamerun: 5. csoport győztese, 15. részvétel (4 bajnoki cím) - Mali: 9. csoport győztese, 5. részvétel - Marokkó: 12. csoport győztese, 13. részvétel (1 bajnoki cím) - Namíbia: 10. csoport győztese, 2. részvétel - Nigéria: 3. csoport győztese, 15. részvétel (2 bajnoki cím) - Szenegál: 7. csoport győztese, 11. részvétel - Szudán: 4. csoport győztese, 7. részvétel (1 bajnoki cím) - Tunézia: 4. csoport második helyezettje, 13. részvétel (1 bajnoki cím) - Zambia: 11. csoport győztese, 13. részvétel |

## Kiemelés és csoportosítás
A torna csoportjainak sorsolását 2007. október 19-én végezték a CAF-székházában, Egyiptomban. A 16 nemzeti válogatottat a korábbi afrikai nemzetek kupáján elért eredményeik alapján 4 kalapba osztották. Ghána, mint rendező ország az A csoport első, kiemelt helyére, míg Egyiptom a címvédő – a C csoport első, kiemelt pozícióját foglalta el automatikusan. Ez a csoportosítás teszi lehetővé, hogy a legjobb lehetőséget feltételezve - azaz, hogy mind a rendező ország, mind a címvédő csoportja első helyén végez - a házigazda és a címvédő csak a döntőben találkozhasson egymással. Minden csoportba négy csapatot sorsoltak, minden kalapból egyet-egyet. A kalapok a következőek voltak:
- 1. kalap: Ghána (automatikusan az A csoportba sorolták), Egyiptom (automatikusan a C csoportba sorolták), Nigéria és Tunézia.
- 2. kalap: Kamerun, Elefántcsontpart, Marokkó és Szenegál.
- 3. kalap: Guinea, Mali, Dél-afrikai Köztársaság, Zambia.
- 4. kalap: Angola, Benin, Namíbia, Szudán.

## Keretek

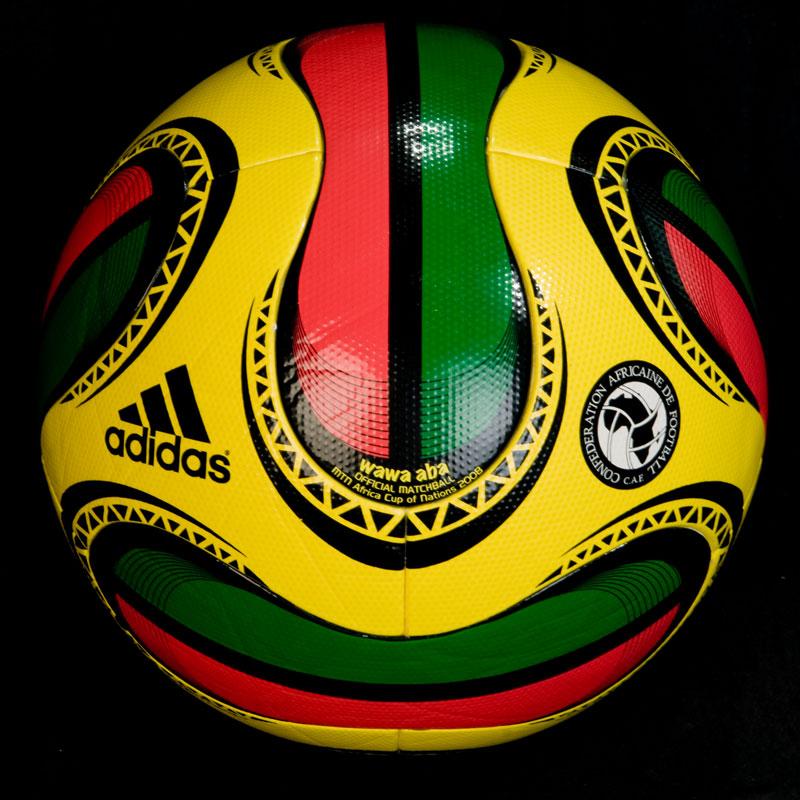
Wawa aba

A keretek listájához, amelyek játszottak a tornán, lásd a 2008-as afrikai nemzetek kupája (keretek)-et.

## Játékvezetés

### Játékvezetők
| Játékvezető          | Asszisztens             |
| -------------------- | ----------------------- |
| Mohammed Benúza      | Brahim Djezzar          |
| Raphael Evehe Divine | Evarist Menkouande      |
| Nisimura Júicsi      | Szagara Tóru            |
| Abderrahim El Arjoun | Redván Ásik             |
| Jerome Damon         | Enock Molefe            |
| Kokou Djaoupe        | Komi Konyoh             |
| Kacem Bennaceur      | Besír Haszáni           |
| Dzsamel Hajmúdi      | Jeong Hae-Sang          |
| Coffi Codjia         | Celestin Ntagungira     |
| Modou Sowe           | Angesom Ogbamariam      |
| Alex Kotey           | Desire Gahungu          |
| Koman Coulibaly      | Lassina Paré            |
| Badara Diatta        | Peter Edibe             |
| Eddy Maillet         | Inacio Manuel Candido   |
| Muhmed Ssegonga      | Nasser Sadek Abdel Nabi |
| Kenias Marange       | Kenneth Chichenga       |

## Eredmények

### Csoportmérkőzések
Minden időpont helyi idő szerint (UTC+0) értendő. (A magyar idő szerinti átszámításhoz minden időponthoz adjunk egy órát - téli időszámítás szerint.)
| A csoporttáblázatok értelmezése                               |
| ------------------------------------------------------------- |
| Első és második helyezett csapatok jutnak a negyeddöntőbe.    |
| Harmadik és negyedik helyezett csapatok búcsúznak a tornától. |

#### A csoport
| #  | Csapat  | M | Gy | D | V | Rg | Kg | Gk | P |
| -- | ------- | - | -- | - | - | -- | -- | -- | - |
| 1. | Ghána   | 3 | 3  | 0 | 0 | 5  | 1  | +4 | 9 |
| 2. | Guinea  | 3 | 1  | 1 | 1 | 5  | 5  | 0  | 4 |
| 3. | Marokkó | 3 | 1  | 0 | 2 | 7  | 6  | +1 | 3 |
| 4. | Namíbia | 3 | 0  | 1 | 2 | 2  | 7  | -5 | 1 |

| 2008. január 20. 17:00 |

| Ghána                                                                  | 2–1               | Guinea                                  |
| ---------------------------------------------------------------------- | ----------------- | --------------------------------------- |
| A. Gyan 55' (11-esből) Addo 57' Muntari 68' Muntari 90' Kingston 90+2' | (0–0) Jegyzőkönyv | Feindouno 52' Kalabane 54' Kalabane 64' |

| Ohene Djan Stadion, Accra Nézőszám: 35 000 Játékvezető: Maillet (Seychelle-szigeteki) |

| 2008. január 21. 15:00 |

| Namíbia                                                                    | 1–5               | Marokkó                                                            |
| -------------------------------------------------------------------------- | ----------------- | ------------------------------------------------------------------ |
| Brendell 25' Jacobs 39' Benjamin 55' Gariseb 60' Ngatjizeko 62' Kaimbi 72' | (1–4) Jegyzőkönyv | Allúdi 1' 5' 29' Szektivi 41' (11-esből ) el-Káddúri 45' Zerka 73' |

| Ohene Djan Stadion, Accra Nézőszám: 2000 Játékvezető: Evehe (kameruni) |

| 2008. január 24. 17:00 |

| Guinea                                                                              | 3–2               | Marokkó                 |
| ----------------------------------------------------------------------------------- | ----------------- | ----------------------- |
| Feindouno 11' 63' Cisse 18' Youla 32' Jabi 47' Sylla 57' Bangoura 59' Feindouno 67′ | (1–0) Jegyzőkönyv | Abúserúán 60' Váddu 90' |

| Ohene Djan Stadion, Accra Nézőszám: 15 000 Játékvezető: Damon (dél-afrikai) |

| 2008. január 24. 19:30 |

| Ghána                  | 1–0               | Namíbia    |
| ---------------------- | ----------------- | ---------- |
| Agogo 41' Kingston 54' | (1–0) Jegyzőkönyv | Risser 66' |

| Ohene Djan Stadion, Accra Nézőszám: 40 000 Játékvezető: Bennaszúr (tunéziai) |

| 2008. január 28. 17:00 |

| Ghána                              | 2–0               | Marokkó               |
| ---------------------------------- | ----------------- | --------------------- |
| Pantsil 19' Essien 26' Muntari 45' | (2–0) Jegyzőkönyv | Erbati 14' Kabúsz 58' |

| Ohene Djan Stadion, Accra Nézőszám: 40 000 Játékvezető: Sowe (gambiai) |

| 2008. január 28. 17:00 |

| Guinea    | 1–1               | Namíbia                               |
| --------- | ----------------- | ------------------------------------- |
| Youla 62' | (0–0) Jegyzőkönyv | Gariseb 54' Brendell 81' Brendell 82' |

| Sekondi-Takoradi Stadion, Sekondi-Takoradi Nézőszám: 1000 Játékvezető: Muhmed Ssegonga (ugandai) |

#### B csoport
| #  | Csapat           | M | Gy | D | V | Rg | Kg | Gk | P |
| -- | ---------------- | - | -- | - | - | -- | -- | -- | - |
| 1. | Elefántcsontpart | 3 | 3  | 0 | 0 | 8  | 1  | +7 | 9 |
| 2. | Nigéria          | 3 | 1  | 1 | 1 | 2  | 1  | +1 | 4 |
| 3. | Mali             | 3 | 1  | 1 | 1 | 1  | 0  | +1 | 4 |
| 4. | Benin            | 3 | 0  | 0 | 3 | 1  | 7  | -6 | 0 |

| 2008. január 21. 17:00 |

| Nigéria                    | 0–1               | Elefántcsontpart               |
| -------------------------- | ----------------- | ------------------------------ |
| Olofinjana 19' Martins 33' | (0–0) Jegyzőkönyv | Gohouri 23' Kalou 66' Boka 83' |

| Sekondi-Takoradi Stadion, Sekondi-Takoradi Nézőszám: 16 000 Játékvezető: Benúza (algériai) |

| 2008. január 21. 19:30 |

| Mali                                                         | 1–0               | Benin                               |
| ------------------------------------------------------------ | ----------------- | ----------------------------------- |
| Diarra 19' Touré 42' Kanouté 49' (11-esből) A. Coulibaly 51' | (0–0) Jegyzőkönyv | Adenon 19' Gaspoz 48' Adjamonsi 60' |

| Sekondi-Takoradi Stadion, Sekondi-Takoradi Nézőszám: 11 000 Játékvezető: Damon (dél-afrikai) |

| 2008. január 25. 17:00 |

| Elefántcsontpart                                                          | 4–1               | Benin                                          |
| ------------------------------------------------------------------------- | ----------------- | ---------------------------------------------- |
| Kalou 33' Meïté 36' Drogba 40' Yaya Touré 44' Keita 53' Aruna Dindane 63' | (2–0) Jegyzőkönyv | Chrysostome 10' Sessègnon 52' Omotoyossi 90+1' |

| Sekondi-Takoradi Stadion, Sekondi-Takoradi Nézőszám: 13 000 Játékvezető: Marange (zimbabwei) |

| 2008. január 25. 19:30 |

| Nigéria        | 0–0         | Mali                 |
| -------------- | ----------- | -------------------- |
| Olofinjana 37' | Jegyzőkönyv | Mahamadou Diarra 86' |

| Sekondi-Takoradi Stadion, Sekondi-Takoradi Nézőszám: 16 000 Játékvezető: el-Arzsún (marokkói) |

| 2008. január 29. 17:00 |

| Nigéria                             | 2–0               | Benin       |
| ----------------------------------- | ----------------- | ----------- |
| Mikel 53' Odemwingie 64' Yakubu 86' | (0–0) Jegyzőkönyv | Okétola 51' |

| Sekondi-Takoradi Stadion, Sekondi-Takoradi Nézőszám: 4000 Játékvezető: Bennaszúr (tunéziai) |

| 2008. január 29. 17:00 |

| Elefántcsontpart               | 3–0               | Mali         |
| ------------------------------ | ----------------- | ------------ |
| Drogba 10' Zoro 54' Sanogo 85' | (1–0) Jegyzőkönyv | Tamboura 37' |

| Ohene Djan Stadion, Accra Nézőszám: 20 000 Játékvezető: Maillet (Seychelle-szigeteki) |

#### C csoport
| #  | Csapat   | M | Gy | D | V | Rg | Kg | Gk | P |
| -- | -------- | - | -- | - | - | -- | -- | -- | - |
| 1. | Egyiptom | 3 | 2  | 1 | 0 | 8  | 3  | +5 | 7 |
| 2. | Kamerun  | 3 | 2  | 0 | 1 | 10 | 5  | +5 | 6 |
| 3. | Zambia   | 3 | 1  | 1 | 1 | 5  | 6  | -1 | 4 |
| 4. | Szudán   | 3 | 0  | 0 | 3 | 0  | 9  | -9 | 0 |

| 2008. január 22. 17:00 |

| Egyiptom                                                                  | 4–2               | Kamerun                            |
| ------------------------------------------------------------------------- | ----------------- | ---------------------------------- |
| Hoszni 13' (11-esből) 82' Szaíd 15' Moavad 47' Zídán 16' 44' Fatalláh 89' | (3–0) Jegyzőkönyv | Eto'o 57' 89' (11-esből) Binya 71' |

| Baba Yara Stadion, Kumasi Nézőszám: 40 000 Játékvezető: Sowe (gambiai) |

| 2008. január 22. 19:30 |

| Szudán                       | 0–3               | Zambia                                                                    |
| ---------------------------- | ----------------- | ------------------------------------------------------------------------- |
| Bahít 16' Dzsásztin Ládu 32' | (0–1) Jegyzőkönyv | Chamanga 2' J. Mulenga 51' F. Katongo 59' Billy Mwanza 66' F. Katongo 76' |

| Baba Yara Stadion, Kumasi Nézőszám: 35 000 Játékvezető: Diatta (szenegáli) |

| 2008. január 26. 17:00 |

| Kamerun                                               | 5–1               | Zambia         |
| ----------------------------------------------------- | ----------------- | -------------- |
| Geremi 28' Job 32' 82' Emana 43' Eto'o 65' (11-esből) | (3–0) Jegyzőkönyv | F. Katongo 89' |

| Baba Yara Stadion, Kumasi Nézőszám: 10 000 Játékvezető: Nisimura Júicsi (japán) |

| 2008. január 26. 19:30 |

| Egyiptom                                                                  | 3–0               | Szudán                                          |
| ------------------------------------------------------------------------- | ----------------- | ----------------------------------------------- |
| Fatalláh 19' Hoszni 29' (11-esből) Zaki 32' Abútríka 78' 83' Abútríka 78' | (1–0) Jegyzőkönyv | Híder 25' al-Moezz 28' Dzsibríl 43' Maszávi 73' |

| Baba Yara Stadion, Kumasi Nézőszám: 15 000 Játékvezető: Codjia (benini) |

| 2008. január 30. 17:00 |

| Kamerun                                              | 3–0               | Szudán                |
| ---------------------------------------------------- | ----------------- | --------------------- |
| Bikey 24' Eto'o 28' (11-esből) 90' Híder 34' (öngól) | (2–0) Jegyzőkönyv | Alá ed-Dín Júszíf 74' |

| Tamale Stadion, Tamale Nézőszám: 10 000 Játékvezető: Djaoupe (togói) |

| 2008. január 30. 17:00 |

| Egyiptom            | 1–1               | Zambia                        |
| ------------------- | ----------------- | ----------------------------- |
| Zaki 15' Hoszni 42' | (1–0) Jegyzőkönyv | F. Katongo 40' C. Katongo 88' |

| Baba Yara Stadion, Kumasi Nézőszám: 2000 Játékvezető: Coulibaly (mali) |

#### D csoport
| #  | Csapat                  | M | Gy | D | V | Rg | Kg | Gk | P |
| -- | ----------------------- | - | -- | - | - | -- | -- | -- | - |
| 1. | Tunézia                 | 3 | 1  | 2 | 0 | 5  | 3  | +2 | 5 |
| 2. | Angola                  | 3 | 1  | 2 | 0 | 4  | 2  | +2 | 5 |
| 3. | Szenegál                | 3 | 0  | 2 | 1 | 4  | 6  | -2 | 2 |
| 4. | Dél-afrikai Köztársaság | 3 | 0  | 2 | 1 | 3  | 5  | -2 | 2 |

| 2008. január 23. 17:00 |

| Tunézia                                            | 2–2               | Szenegál                             |
| -------------------------------------------------- | ----------------- | ------------------------------------ |
| Dzsemá 9' Santos 50' Travi 57' Zajem 72' Travi 82' | (1–1) Jegyzőkönyv | Bayal Sall 45' Kamara 65' Kamara 90' |

| Tamale Stadion, Tamale Nézőszám: 12 000 Játékvezető: Yuichi Nishimura (japán) |

| 2008. január 23. 19:30 |

| Dél-afrikai Köztársaság                | 1–1               | Angola                       |
| -------------------------------------- | ----------------- | ---------------------------- |
| Morris 65' Mokoena 80' van Heerden 87' | (0–1) Jegyzőkönyv | Manucho 29' Marco Airosa 80' |

| Tamale Stadion, Tamale Nézőszám: 15 000 Játékvezető: Coulibaly (mali) |

| 2008. január 27. 17:00 - |

| Szenegál                                                            | 1–3               | Angola                                                  |
| ------------------------------------------------------------------- | ----------------- | ------------------------------------------------------- |
| Diagne-Faye 20' Diagne-Faye 34' Bayal Sall 52' Bèye 66' Diawara 85' | (1–0) Jegyzőkönyv | Flávio 30' Manucho 50' 67' Flávio 78' André Macanga 81' |

| Tamale Stadion, Tamale Nézőszám: 10 000 Játékvezető: Hájmúdi (algériai) |

| 2008. január 27. 19:30 |

| Tunézia                                    | 3–1               | Dél-afrikai Köztársaság |
| ------------------------------------------ | ----------------- | ----------------------- |
| Santos 8' 34' Ben Száda 34' Ben Fredzs 52' | (3–0) Jegyzőkönyv | Mphela 87'              |

| Tamale Stadion, Tamale Nézőszám: 15 000 Játékvezető: Djaoupe (togói) |

| 2008. január 31. 17:00 |

| Szenegál                                      | 1–1               | Dél-afrikai Köztársaság        |
| --------------------------------------------- | ----------------- | ------------------------------ |
| H. Camara 36' Bayal Sall 40' Bâ 40' Guèye 83' | (1–1) Jegyzőkönyv | van Heerden 14' Tshabalala 50' |

| Baba Yara Stadion, Kumasi Nézőszám: 15 000 Játékvezető: Kotey (ghánai) |

| 2008. január 31. 17:00 |

| Tunézia                | 0–0         | Angola |
| ---------------------- | ----------- | ------ |
| Dzsaidi 13' Dzsemá 76' | Jegyzőkönyv |        |

| Tamale Stadion, Tamale Nézőszám: 10 000 Játékvezető: Codjia (benini) |

### Egyenes kieséses szakasz
|  |                                                |                  |                                        |                                        |   |                  |                                         |                                        |                                        |                                        |               |       |       |
|  | Negyeddöntők                                   | Negyeddöntők     | Negyeddöntők                           |                                        |   | Elődöntők        | Elődöntők                               | Elődöntők                              |                                        |                                        | Döntő         | Döntő | Döntő |
|  | Negyeddöntők                                   | Negyeddöntők     | Negyeddöntők                           |                                        |   | Elődöntők        | Elődöntők                               | Elődöntők                              |                                        |                                        | Döntő         | Döntő | Döntő |
|  | február 3. – Ohene Djan Stadion, Accra         |                  |                                        |                                        |   |                  |                                         |                                        |                                        |                                        |               |       |       |
|  |                                                |                  |                                        |                                        |   |                  |                                         |                                        |                                        |                                        |               |       |       |
|  | A1                                             | Ghána            | 2                                      |                                        |   |                  |                                         |                                        |                                        |                                        |               |       |       |
|  | A1                                             | Ghána            | 2                                      | február 7. – Ohene Djan Stadion, Accra |   |                  |                                         |                                        |                                        |                                        |               |       |       |
|  | B2                                             | Nigéria          | 1                                      |                                        |   |                  |                                         |                                        |                                        |                                        |               |       |       |
|  | B2                                             | Nigéria          | 1                                      |                                        |   | Ghána            | Ghána                                   | 0                                      |                                        |                                        |               |       |       |
|  | február 4. – Tamale Stadion, Tamale            |                  |                                        |                                        |   | Ghána            | Ghána                                   | 0                                      |                                        |                                        |               |       |       |
|  |                                                |                  | Kamerun                                | Kamerun                                | 1 |                  |                                         |                                        |                                        |                                        |               |       |       |
|  | D1                                             | Tunézia          | Kamerun                                | Kamerun                                | 1 | 2                |                                         |                                        |                                        |                                        |               |       |       |
|  | D1                                             | Tunézia          |                                        |                                        |   | 2                | február 10. – Ohene Djan Stadion, Accra |                                        |                                        |                                        |               |       |       |
|  | C2                                             | Kamerun          | 3                                      |                                        |   |                  |                                         |                                        |                                        |                                        |               |       |       |
|  | C2                                             | Kamerun          | 3                                      |                                        |   | Kamerun          | Kamerun                                 | 0                                      |                                        |                                        |               |       |       |
|  | február 3. – Sekondi Stadion, Sekondi-Takoradi |                  |                                        |                                        |   | Kamerun          | Kamerun                                 | 0                                      |                                        |                                        |               |       |       |
|  |                                                |                  | Egyiptom                               | Egyiptom                               | 1 |                  |                                         |                                        |                                        |                                        |               |       |       |
|  | B1                                             | Elefántcsontpart | Egyiptom                               | Egyiptom                               | 1 | 5                |                                         |                                        |                                        |                                        |               |       |       |
|  | B1                                             | Elefántcsontpart | február 7. – Baba Yara Stadion, Kumasi |                                        |   | 5                |                                         |                                        |                                        |                                        |               |       |       |
|  | A2                                             | Guinea           | 0                                      |                                        |   |                  |                                         |                                        |                                        |                                        |               |       |       |
|  | A2                                             | Guinea           | 0                                      |                                        |   | Elefántcsontpart | Elefántcsontpart                        | 1                                      | Bronzmérkőzés                          | Bronzmérkőzés                          | Bronzmérkőzés |       |       |
|  | február 4. – Baba Yara Stadion, Kumasi         |                  |                                        |                                        |   | Elefántcsontpart | Elefántcsontpart                        | 1                                      | Bronzmérkőzés                          | Bronzmérkőzés                          | Bronzmérkőzés |       |       |
|  |                                                |                  | Egyiptom                               | Egyiptom                               | 4 |                  |                                         | február 9. – Baba Yara Stadion, Kumasi | február 9. – Baba Yara Stadion, Kumasi | február 9. – Baba Yara Stadion, Kumasi |               |       |       |
|  | C1                                             | Egyiptom         | Egyiptom                               | Egyiptom                               | 4 | 2                |                                         | február 9. – Baba Yara Stadion, Kumasi | február 9. – Baba Yara Stadion, Kumasi | február 9. – Baba Yara Stadion, Kumasi |               |       |       |
|  | C1                                             | Egyiptom         |                                        |                                        |   |                  |                                         | Ghána                                  | Ghána                                  | 4                                      |               |       |       |
|  | D2                                             | Angola           | 1                                      |                                        |   |                  |                                         | Ghána                                  | Ghána                                  | 4                                      |               |       |       |
|  | D2                                             | Angola           | 1                                      |                                        |   | Elefántcsontpart | Elefántcsontpart                        | 2                                      |                                        |                                        |               |       |       |
|  |                                                |                  |                                        |                                        |   | Elefántcsontpart | Elefántcsontpart                        | 2                                      |                                        |                                        |               |       |       |

### Negyeddöntők
| 2008. február 3. 17:00 |

| Ghána                                                   | 2–1               | Nigéria                                              |
| ------------------------------------------------------- | ----------------- | ---------------------------------------------------- |
| A. Gyan 45' Essien 45+2' Mensah 59′ Agogo 83' Agogo 83' | (1–1) Jegyzőkönyv | Taiwo 7' Nwaneri 19' Yakubu 35' (11-esből) Mikel 76' |

| Ohene Djan Stadion, Accra Nézőszám: 44 000 Játékvezető: Benúza (algériai) |

| 2008. február 3. 20:30 |

| Elefántcsontpart                               | 5–0               | Guinea                     |
| ---------------------------------------------- | ----------------- | -------------------------- |
| Keïta 25' Drogba 70' Kalou 73' 81' B. Koné 86' | (1–0) Jegyzőkönyv | Zayatte 18' A. Camara 90+' |

| Sekondi-Takoradi Stadion, Sekondi-Takoradi Nézőszám: 20 000 v.: Hájmúdi |

| 2008. február 4. 17:00 |

| Egyiptom                                                         | 2–1               | Angola                                   |
| ---------------------------------------------------------------- | ----------------- | ---------------------------------------- |
| Moavad 8' Hoszni 23' (11-esből) Dzsumá 35' Zaki 38' Abútríka 49' | (2–1) Jegyzőkönyv | André Macanga 22' Manucho 27' Flávio 73' |

| Baba Yara Stadion, Kumasi Nézőszám: 40 000 v.: Nisimura Júicsi |

| 2008. február 4. 20:30 |

| Tunézia                                         | 2–3 (h. u.)                 | Kamerun                            |
| ----------------------------------------------- | --------------------------- | ---------------------------------- |
| Nafti 14' Ben Száda 34' Síháúj 81' Dzsaidi 108' | (1–1, 2–2, 2–3) Jegyzőkönyv | Mbia 18' 92' Geremi 27' Atouba 79' |

| Tamale Stadion, Tamale Nézőszám: 20 000 Játékvezető: Coulibaly (mali) |

### Elődöntők
| 2008. február 7. 17:00 |

| Ghána | 0–1               | Kamerun                                 |
| ----- | ----------------- | --------------------------------------- |
|       | (0–0) Jegyzőkönyv | R. Song 70' Nkong 71' André Bikey 90+1′ |

| Ohene Djan Stadion, Accra Nézőszám: 44 000 Játékvezető: el-Arzsún (marokkói) |

| 2008. február 7. 20:30 |

| Elefántcsontpart | 1–4               | Egyiptom                             |
| ---------------- | ----------------- | ------------------------------------ |
| Keïta 62'        | (0–1) Jegyzőkönyv | Fáti 12' Zaki 61' 67' Abútríka 90+1' |

| Baba Yara Stadion, Kumasi Nézőszám: 40 000 Játékvezető: Maillet (Seychelle-szigeteki) |

### 3. helyért
| 2008. február 9. 17:00 |

| Ghána                                              | 4–2               | Elefántcsontpart |
| -------------------------------------------------- | ----------------- | ---------------- |
| Muntari 10' Owusu-Abeyie 73' Agogo 80' Dramani 85' | (1–2) Jegyzőkönyv | Sanogo 24' 32'   |

| Baba Yara Stadion, Kumasi Nézőszám: 38 000 Játékvezető: Damon (dél-afrikai) |

### Döntő
| 2008. február 10. 17:00 |

| Kamerun                 | 0–1               | Egyiptom                |
| ----------------------- | ----------------- | ----------------------- |
| Atouba 62' Idrissou 88' | (0–0) Jegyzőkönyv | Abútríka 77' Haszán 87' |

| Ohene Djan Stadion, Accra Nézőszám: 44 000 Játékvezető: Codjia (benini) |

| 2008-as afrikai nemzetek kupája bajnoka: |
| ---------------------------------------- |
| EGYIPTOM 6. cím                          |

## Góllövőlista
| 5 gólos - Samuel Eto'o 4 gólosok - Hoszni Abd-Rabú - Mohamed Abútríka - Amru Zaki - Manucho 3 gólosok - Didier Drogba - Salomon Kalou - Boubacar Sanogo - Szufián Allúdi - Abdul Kader Keïta - Manuel Agogo - Sulley Ali Muntari 2 gólosok - Elrio van Heerden - Mohamed Zídán - Michael Essien - Pascal Feindouno - Joseph-Désiré Job - Stephane Mbia | 2 gólosok folytatás - Geremi Njitap - Brian Brendell - Yakubu Aiyegbeni - Francileudo dos Santos - Súki Ben Száda - Christopher Katongo 1 gólosok - Flávio - Razak Omotoyossi - Katlego Mphela - Ahmed Fáti - Aruna Dindane - Bakari Koné - Yaya Touré - Marc Zoro - Haminu Dramani - Asamoah Gyan - Quincy Owusu-Abeyie - Ismaël Bangoura - Oumar Kalabane - Souleymane Youla | 1 gólosok folytatás - Achille Emana - Alain Nkong - Frédéric Kanouté - Hisám Abúserúán - Abd esz-Szlám Váddu - Tarik Szektivi - Monszef Zerka - John Obi Mikel - Moustapha Bayal Sall - Henri Camara - Abdoulaye Diagne-Faye - Diomansy Kamara - Iszám Dzsemá - Jászín Síháúj - Medzsdi Travi - James Chamanga - Felix Katongo - Jacob Mulenga |

Öngólos
- Mohamed Ali Híder (Kamerun ellen)